# Urban VIII.
Urban VIII., rozený Maffeo Barberini (křtěn 5. dubna 1568 – 29. července 1644) byl papežem od roku 1623 do roku 1644. Byl poslední papež, který rozšiřoval území státu vojenskou silou a významný patron umění. Obrovské dluhy, vzniklé během jeho pontifikátu, značně oslabily jeho nástupce, kteří byli neschopni udržet politický a vojenský vliv v Evropě. Účastnil se také sporu s Galileem a jeho teorií heliocentrismu. Během jeho pontifikátu byl potlačen jansenismus.

## Život
Maffeo Barberini se narodil ve významné florentské rodině. Byl vzděláván jesuity a obdržel právnický doktorát na univerzitě v Pise roku 1589.
Roku 1601 Maffeo využil vlivu svého strýce u Klementa VIII. a stal se papežským legátem na dvoře Jindřicha IV. Navarrského. Roku 1604 jej papež jmenoval arcibiskupem v Nazaretu a stal se pronotářem a papežským nunciem na francouzském dvoře. Pavel V. jej jmenoval kardinálem a papežským legátem v Bologni. 6. srpna roku 1623 se stal nástupcem Řehoře XV. a přijal jméno Urban VIII..

## Pontifikát
V době Urbanova pontifikátu proběhlo 21 let třicetileté války a sám pontifikát byl nabitý událostmi. Kanonizoval Alžbětu Portugalskou a Andrea Corsiniho a vydal papežskou bulu, která předznamenala kanonizaci Ignáce z Loyoly a Františka Xaverského jeho nástupcem na papežském stolci. V roce 1626, po smrti posledního člena vévodského rodu della Rovere, se prohlásil z titulu lenního pána dědicem urbinského panství a připojil Urbino k papežskému státu.
Přestože byl jako kardinál velmi otevřený a tolerantní k novým vědeckým poznatkům (především v astronomii a ve fyzice), jako papež zastával striktně ortodoxní stanovisko. Ani vzájemné přátelství s Galileem a počáteční podpora jeho myšlenek nezabránila Urbanu VIII. povolat astronoma roku 1633 do Říma, kde se musel veřejně zříci výsledků své práce.
Jako poslední papež uplatňoval nepotismus ve velké míře: mnoho členů jeho rodiny získalo díky němu značné bohatství. Urban také psal latinskou poezii, která byla hojně publikována.

## Zajímavost
Papež Urban VIII. přijal tři včely do svého znaku, protože včela představovala pro křesťany v době, kdy nebyl ještě znám její způsob rozmnožování, jako symbol panenství.